# Пропозиції безпольотної зони під час російського вторгнення в Україну 2022 року

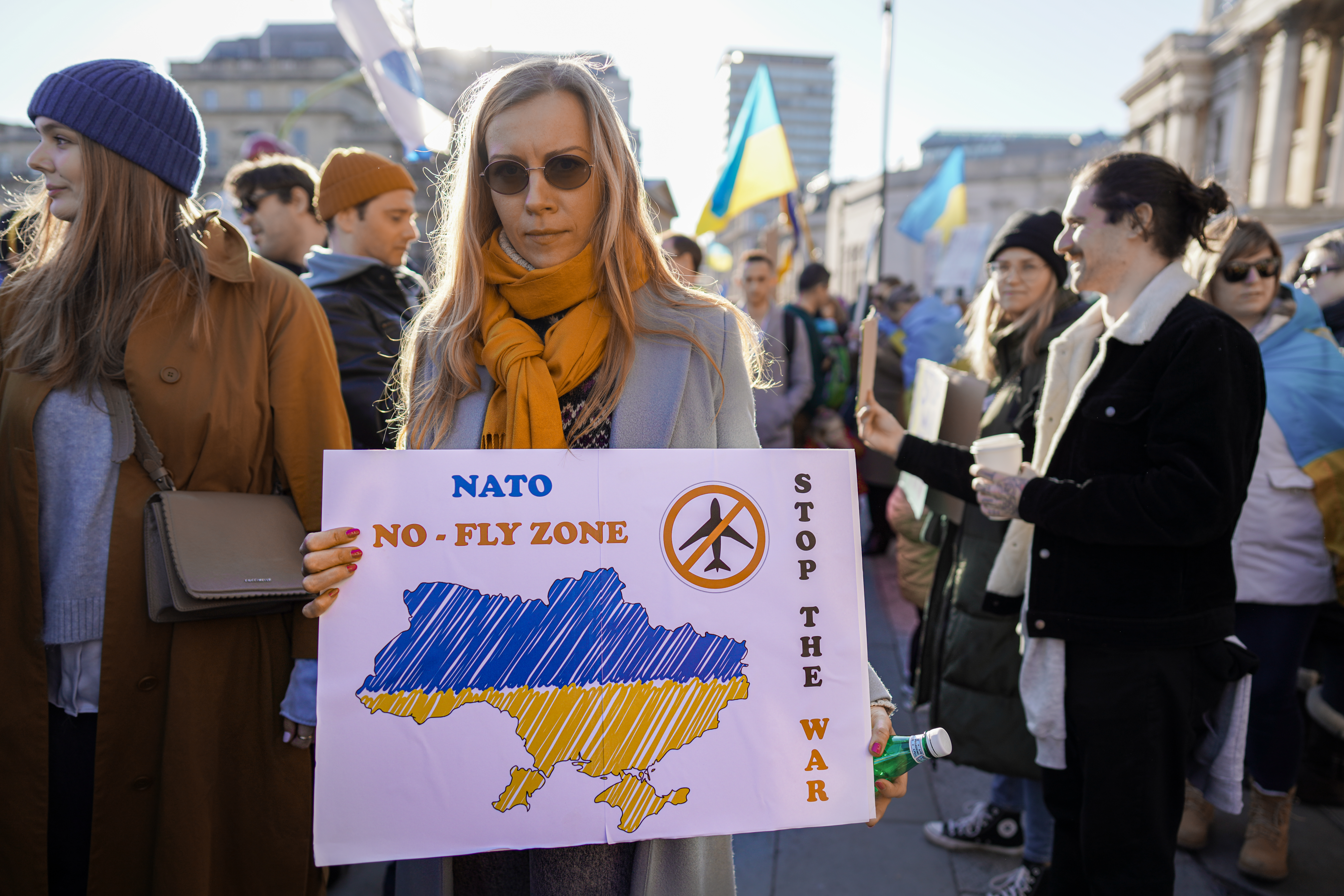
Протестувальниця тримає табличку на підтримку заборони польотів. Лондон, Велика Британія, 27 лютого 2022 року.

Під час російського вторгнення в Україну 2022 року було висловлено ряд пропозицій щодо запровадження безпольотної зони над Україною. Пропозиції не були втілені.

## Довідка
Безпольотна зона — це форма демілітаризованої зони, в якій держава або військовий блок закриває для польотів повітряний простір, тобто оголошує певну територію як таку, над якою заборонено літати певним видам повітряних засобів. У безпольотних зонах можуть застосовуватися як превентивні атаки для запобігання потенційним порушенням, так і безпосередні удари у відповідь на порушення заборони літальними апаратами, або й спостереження без застосування сили.

## Історія
28 лютого президент України Володимир Зеленський закликав НАТО створити заборонену для польотів зону над Україною, заявивши, що «якщо Захід зробить це, Україна переможе агресора набагато меншою кров'ю». Пізніше того ж дня прес-секретар Білого дому Джен Псакі заявила, що американські війська не створюватимуть забороненої для польотів зони над Україною, заявивши, що «це, по суті, означатиме, що військові США будуть збивати літаки, російські літаки», що «безперечно, загострить ситуацію, бо потенційно може призвести до того, що ми опинимося у стані військового конфлікту з Росією».
3 березня Зеленський ще раз закликав створити заборонену для польотів зону, заявивши: «якщо ви не можете зараз закрити небо, то назвіть термін, коли ви це зробите? Якщо зараз ви не можете надати графік, скажіть нам, скільки людей має померти? Скажіть скільки. Я піду рахувати і чекати цього моменту. Сподіваюся, небо закриється. Якщо ви не маєте на це сил і сміливості, то дайте нам літаки. Хіба це було б не справедливо?».
4 березня НАТО оголосило, що не буде створювати заборонену для польотів зону, при цьому генеральний секретар Єнс Столтенберґ заявив, що НАТО несе відповідальність «запобігти ескалації цієї війни за межі України». У відповідь Зеленський заявив, що цінності «гарантій та обіцянок безпеки, рішучости альянсів» здаються мертвими для НАТО.
5 березня президент Росії Володимир Путін заявив, що будь-який рух у напрямку забороненої для польотів зони «буде розцінюватися нами як участь відповідної країни у збройному конфлікті».

## Оцінки та точки зору

### Підтримка
Дар'я Каленюк, засновниця Центру протидії корупції, на прес-конференції у Варшаві протистояла прем'єр-міністру Сполученого Королівства Борису Джонсону, заявивши, що «український народ відчайдушно просить, щоб Захід захистив наше небо… Ви кажете, що це спровокує Третю світову війну, але яка альтернатива? Поспостерігати, як наші діти замість літаків захищають НАТО від ракет і бомб?». Колишній міністр оборони України Анатолій Гриценко стверджував, що заборонена для польотів зона необхідна, щоб «заборонити Росію наносити руйнівні ракетні удари, скидати бомби або проводити масштабні повітряно-штурмові операції з використанням вертольотів і літаків».
Оглядач The Guardian Саймон Тісдалл стверджував, що сили НАТО повинні «оголосити про свій намір запровадити безпольотну зону», заявивши, що «парадокс полягає в тому, що чим успішніший і триваліший опір України, тим більша небезпека для НАТО. Але якщо, підтримуючи його, союзники не можуть в кінцевому підсумку уникнути втягнення в конфлікт з Росією, навіщо відкладати неминуче?». Софі Антробус з Королівського коледжу Лондона стверджувала, що безпольотна зона «ймовірно не матиме» очікуваних ефектів, але закликала не відкидати геть цю ідею остаточно, бо це ризикує створити «парадокс ескалації», що полягає в наступному: «якщо будь-які дії Заходу, що не будуть лише реакцією на діяльність Росії, виключатимуться, тоді нам судитиметься назавжди тільки реагувати у відповідь».
Тобіас Елвуд, голова спеціального комітету з питань оборони Сполученого Королівства, стверджував, що НАТО повинно демонструвати «більше впевненості, маючи справу із високоризиковими сценаріями, схожими до часів Холодної війни» і заявив, що було б «оманливо, спрощено і справді капітулятивно припускати, що запровадження безпольотної зони автоматично призведе до війни». Американський політик Адам Кінзінгер стверджував, що «я боюся, якщо так буде продовжуватися, ми повинні будемо втрутитися більш масштабно», в той час як Джо Манчін стверджував, що «одразу відкидати цю ідею, керуючись думками, що ми не зможемо її втілити і тому відкидаємо її заздалегідь ― неправильно».
Рік Гіллієр, колишній начальник штабу оборони Канади, стверджував, що «я знаю, що НАТО є оборонною організацією, але ви не починаєте оборону у своїх дверях», і стверджував, що якби безпольотна зона була введена до вторгнення, «Путін подумав би двічі, перш ніж зважитися». Колишній посол США в НАТО Курт Волкер закликав створити обмежену заборонену для польотів зону над деякими районами України, «щоб створити простір, захищений від атак на цивільне населення, щоб забезпечити надходження гуманітарної допомоги та убезпечити виїзд цивільних осіб».

### Опозиція
Значна кількість коментаторів, як правих, так і лівих, виступала проти ідеї створення забороненої для польотів зони.
Говард Стоффер з Університету Нью-Хейвена стверджував, що «якщо хтось перебуває в забороненій для польотів зоні, ви не можете просто вигнати його, ви повинні його збити», далі запитуючи: «чи справді ми маємо національну мету вступити у війну з Росією, бо я не думаю, що маємо». Джошуа Поллак з Інституту міжнародних досліджень Міддлбері стверджував, що «імовірно, перевага НАТО у конвенціональних озброєннях незабаром поставить Путіна перед суворим вибором: або погодитися на принизливу поразку, або запустити якусь версію ядерного варіанту, якими він уже розмахує», і що «Якщо ми хочемо захистити цінності вільних суспільств, ці суспільства повинні продовжувати існувати».
Американський соціальний критик Ноам Чомскі назвав заклики до забороненої для польотів зони «зрозумілими», але стверджував, що «впровадження її було б божевіллям. Безпольотна зона означає, що ВПС США будуть не тільки атакувати російські літаки, але й бомбардувати російські наземні установки, які забезпечують протиповітряну підтримку російським силам, з будь-якими „супутніми втратами“. Чи справді важко зрозуміти те, що буде далі?».
Посол Канади в ООН Боб Рей стверджував, що заборонена для польотів зона була б «чудовою річчю, якщо це станеться, але вона вимагає певного консенсусу, якого в цій ситуації просто не існує», додавши, що «важливо пам'ятати, що безпольотні зони були успішно запроваджені тому, що ніхто не ставив під сумнів могутність країни, яка забезпечувала закриття повітряного простору».

### Інший аналіз
Крістоф Блут з Університету Бредфорда заявив, що «зона заборони для польотів не означає, що жодному літаку не дозволено літати, оскільки вона забезпечується повітряними суднами, які постійно патрулюють небо», і літаки, які розцінюються як дружні за ідентифікаційними системами «друг — ворог» матимуть дозвіл на польоти, а також що «ядерне стримування працює — воно стримує НАТО, оскільки західні лідери не впевнені в раціональності російського керівництва», додавши, що «важливо розуміти, що заборонена для польотів зона над Україною — це інша ситуація у порівнянні з іншими конфліктами, наприклад в Іраку та Сирії».

## Заяви представників влади
- Естонія — Міністр оборони Калле Лаанет заявив, що особисто підтримує закриття повітряного простору над Україною, а остаточна позиція Естонії буде такою, якою вирішить НАТО.[28]
- Литва — президент Ґітанас Науседа закликав до обережності, заявивши, що заборонена для польотів зона є «гарною декларацією, але як цю декларацію реалізувати практично? Якщо російські літаки порушують цю заборонену для польотів зону, які будуть інструкції на землі?»[29]
- США — держсекретар Ентоні Блінкен заявив, що «ми не збираємося вводити Сполучені Штати в прямий конфлікт з Росією» і що американський уряд намагається «закінчити цю війну в Україні, а не почати більш масштабну».[30]

## Опитування громадської думки
- Опитування Reuters/Ipsos, проведене 4 березня, показало, що 74 % американців висловилися б за встановлення забороненої для польотів зони над Україною;[31]